# 송산동 (서귀포시)
송산동(松山洞)은 서귀포시의 행정동이다. 법정동 서귀동 일부, 보목동, 토평동 일부, 동홍동 일부를 관할한다. 면적은 4.8km2이며, 인구는 2011년 3월 31일을 기준으로 2,056세대, 5,061명이다.

## 개요
송산동은 1981년 4월 13일 법률 제3425호에 의해 서귀읍 일원과 중문면을 통합하여 서귀포시를 설치(1981년 7월 1일)할 때 이루어진 12개 동 중 하나로, 서귀동의 일부(옛 서귀3리와 서귀1리 일부)와 토평동(옛 토평리)의 일부, 동홍동(옛 동홍리)의 일부, 보목동(옛 보목리)을 통합한 동이다. 송산동의 송산(松山)은 서귀초등학교 북서쪽에 있는 ‘솔동산’을 ‘소나무(松)+동산’으로 이해하고 한자로 만든 것이다. 원래 이 지역은 소나무가 우거진 동산이었지만, 솔(射)을 잘못 이해하여 쓴 것일 수 있다.

## 법정동
- 보목동(甫木洞)
- 동홍동 일부
- 서홍동 일부
- 토평동 일부

## 관광
- 정방폭포
- 섶섬